# Can't Tame Her
"Can't Tame Her" é uma canção da cantora sueca Zara Larsson, lançada em 26 de janeiro de 2023 pela Sommer House e Epic Records como o primeiro single de seu quarto álbum de estúdio Venus (2024). Foi composta pela própria intérprete juntamente a MNEK e seus produtores Karl Ivert e Kian Sang, conhecidos artisticamente como MTHR. A canção obteve certificação de ouro no Reino Unido e de platina na Dinamarca e Suécia. A obra recebeu ampla aclamação da crítica musical, que elogiaram o som, a produção, as letras e a performance vocal de Larsson. Em "Can't Tame Her", Larsson se orgulha de sua autoestima ao afirmar que ninguém pode controlá-la, a não ser ela mesma, em um instrumental animado, ela usa o ritmo acelerado da batida para expressar sua letra.

## Antecedentes e promoção
A partir de dezembro de 2022, Larsson postou trechos da música em suas contas no TikTok e no Twitter, com a Official Charts Company chamando a música de "um efervescente sintetizador dos anos 80" que soa "como um mash-up brilhante de 'Blinding Lights' de The Weeknd e 'Maybe You're The Problem' de Ava Max". Larsson anunciou oficialmente a música e sua data de lançamento em 12 de janeiro de 2023 por meio de suas contas nas redes sociais.
Larsson cantou a música ao vivo pela primeira vez em 27 de janeiro na premiação sueca P3 Guld.

## Composição e letras
"Can't Tame Her" é impulsionado principalmente por sintetizadores inspirados nos anos 1980. Em entrevista à Billboard, Larsson disse que a música era "definitivamente pop" e um "banger que bate bem na cara".
Em termos líricos, o tema descreve uma mulher independente e divertida que faz o que quer. Larsson disse que a música foi inspirada na percepção do público sobre as celebridades e em como eles confinam as celebridades a certos comportamentos.

## Videoclipe
O videoclipe foi lançado junto com a música em 26 de janeiro de 2023. O videoclipe mostra Larsson "enfrentando seu lado selvagem" e foi filmado em Praga.

## Faixas e formatos
| - Download digital / streaming 1. "Can't Tame Her" — 3:17 - Can't Tame Her — VIZE remix 1. "Can't Tame Her" (VIZE remix) — 2:53 - Can't Tame Her — versão acústica 1. "Can't Tame Her" (versão acústica) — 3:30 | - Can't Tame Her — DJ Smallz 732 Jersey club remix 1. "Can't Tame Her" (DJ Smallz 732 Jersey club remix) — 2:30 - Can't Tame Her — álbum de remixes 1. "Can't Tame Her" (VIZE remix) — 2:53 2. "Can't Tame Her" (Nightcore remix) — 3:06 3. "Can't Tame Her" (Low & Slow) — 3:44 |

## Equipe e colaboradores
Créditos adaptados das notas do encarte da Apple Music e Tidal:
Produção
- Zara Larsson — vocalista principal, vocal de apoio, compositora, letrista
- MNEK — compositor, letrista
- Karl Ivert — compositor, letrista
- Kian Sang — compositor, letrista
- MTHR — produtor, arranjos, teclados, baixo, sintetizador, bateria, programação, violão, engenharia
- Danja — bateria, programação, sintetizador, coprodutor (produtor de estúdio adicional)
- Rob Kinelski — mixagem de áudio
- Dave Kutch — master de áudio

## Certificações
| Região | Certificação | Vendas     |
| --- | ------------ | ---------- |
| Dinamarca (IFPI Dinamarca)                                                                                           | Platina      | 90 000‡    |
| Hungria (MAHASZ) | Platina      | 4 000‡     |
| Polônia (ZPAV) | Ouro         | 25 000‡    |
| Reino Unido (BPI) | Ouro         | 400 000‡   |
| Suíça (IFPI Suíça)                                                                                                   | Ouro         | 10 000‡    |
| Streaming |              |            |
| Suécia (GLF) | Platina      | 8 000 000† |
| ‡vendas+valores de streaming baseados somente na certificação †números de streaming baseados somente na certificação |              |            |

## Histórico de lançamento
| Região         | Data                  | Formato                    | Versão                          | Gravadora    | Ref.          |
| -------------- | --------------------- | -------------------------- | ------------------------------- | ------------ | ------------- |
| Várias         | 26 de janeiro de 2023 | Download digital streaming | Original                        | Sommer House | [ 12 ] [ 13 ] |
| Várias         | 2 de março de 2023    | Streaming                  | VIZE Remix                      | Sommer House | [ 14 ]        |
| Várias         | 3 de março de 2023    | Download digital streaming | Remixes                         | Sommer House | [ 17 ] [ 25 ] |
| Reino Unido    | 3 de março de 2023    | CD single                  | TBA                             | Epic         | [ 26 ]        |
| Várias         | 10 de março de 2023   | Download digital streaming | Acústica                        | Sommer House | [ 15 ] [ 27 ] |
| Várias         | 7 de abril de 2023    | Download digital streaming | DJ Smallz 732 Jersey Club Remix | Sommer House | [ 16 ] [ 28 ] |
| Estados Unidos | 17 de abril de 2023   | Rádios mainstream          | TBA                             | Epic         | [ 29 ]        |